# Aframomum exscapum
Aframomum exscapum là một loài thực vật có hoa trong họ Gừng. Loài này được (Sims) Hepper mô tả khoa học đầu tiên năm 1967.